# Frühlings-Knollenblätterpilz
Der Frühlings-Knollenblätterpilz (Amanita verna, syn.: Amanita decipiens, Amanita verna var. decipiens) ist ein Giftpilz, der ebenso wie der Grüne Knollenblätterpilz beim Verzehr ohne medizinische Versorgung zum Tod führt. Die Art wurde erstmals von dem französischen Botaniker Jean Baptiste François Pierre Bulliard beschrieben. Ihr Art-Epitheton „verna“ leitet sich von der Fruktifikation im Frühjahr ab. Diese Pilzart wird auch als Weißer Knollenblätterpilz bezeichnet, womit aber auch der Kegelhütige Knollenblätterpilz (A. virosa) sowie eine weiße Variante des Gelben Knollenblätterpilzes (A. citrina) gemeint sein kann.

## Merkmale

### Makroskopische Merkmale
Der Fruchtkörper des Frühlings-Knollenblätterpilz ist durchgehend reinweiß bis seidenweiß. Wie alle Arten der Sektion Amanita sect. Phalloideae (Knollenblätterpilze im engen Sinn) hat er eine lappige Scheide, sie ist groß und sackartig. Die Höhe des Fruchtkörpers ist ähnlich dem Hutdurchmesser. Der Hut hat 4,5–6,5 cm im Durchmesser und eine glatte, feucht etwas schmierige Oberfläche mit in der Mitte bisweilen gelbockerlicher Färbung. Die Lamellen sind weiß bis cremeweiß und nicht am Stiel angewachsen. Das Fleisch ist zunächst ohne besonderen Geruch, kann aber dann zu einem etwas unangenehmen Geruch umschlagen. Der Stiel misst 8,5–10,5 × 0,7–1,3 cm, ist zylindrisch, weiß, zuerst ausgestopft, dann hohl und hat eine glatte, nicht genatterte, Oberfläche, die höchstens winzige Schüppchen zeigen kann. Die Stielbasis ist rundknollig, die Knolle weich. Der Ring ist häutig, dauerhaft, röckchenartig, glatt bis oberseits sehr fein gerieft. Die Scheide ist weiß, häutig und einschichtig.
Der Frühlings-Knollenblätterpilz reagiert mit Kaliumhydroxid-Lösung orangegelb, was ihn von weißen Formen des Grünen Knollenblätterpilzes unterscheidet.

### Mikroskopische Merkmale
Die Sporen sind breit ellipsoid bis ellipsoid, seltener auch länger ellipsoid, messen (8,0–)8,2–11,0(–11,9) × (5,7–)6,0–7,5(-8,5) µm und sind amyloid.

## Artabgrenzung
Andere weiße Vertreter der Sektion Amanita sect. Phalloideae (Knollenblätterpilze im engen Sinn) – alle tödlich giftig – können sehr ähnlich aussehen:
Die weiße Form des Grünen Knollenblätterpilzes (Amanita phalloides fm. alba) unterscheidet sich neben dessen fehlender Reaktion mit Kaliumhydroxid-Lösung auch durch dessen genatterten Stiel.
Der Kegelhütige Knollenblätterpilz (Amanita virosa) reagiert wie auch der Frühlings-Knollenblätterpilz positiv mit Kaliumhydroxid-Lösung, zeigt hier aber eine rein gelbe, weniger orangegelbe Reaktion. Zudem ist sein Stiel meist deutlich flockiger und der Fruchtkörper weniger regelmäßig geformt. Im Zweifelsfall kann man aber den Kegelhütigen Knollenblätterpilz auch an seinen breiteren Sporen erkennen.
Amanita porrinensis, eine ebenfalls tödlich giftige Art mit positiver Kaliumhydroxid-Reaktion, rötet bis bräunt im Fleisch und ist so gut kenntlich. Im Zweifelsfall kann man diese mediterrane Art an den deutlich schmaleren, nur bis 6(–6,5) µm breiten Sporen erkennen.
Aus Nordafrika und dem südlichsten Europa ist ein dem Frühlings-Knollenblätterpilz makroskopisch sehr ähnlicher Wulstling bekannt, der nicht mit Kaliumhydroxid-Lösung reagiert und von mehreren Autoren als Frühlings-Knollenblätterpilz interpretiert wurde, weshalb für die mit Kaliumhydroxid-Lösung reagierenden Kollektionen der Name Amanita decipiens (bzw. Amanita verna var. decipiens) verwendet wurde. Es hat sich aber herausgestellt, dass der Frühlings-Knollenblätterpilze eben doch mit Kaliumhydroxid-Lösung reagiert und damit Amanita decipiens ein Synonym darstellt, während nicht mit Kaliumhydroxid-Lösung reagierende Aufsammlungen möglicherweise ein noch nicht beschriebenes Taxon darstellen. Die Artabgrenzung innerhalb der Sektion Amanita sect. Phalloideae ist somit für Europa noch nicht restlos aufgeklärt.
Für ungeübte Speisepilzsammler sind Verwechslungen mit dem Wiesen-Champignon, Schaf-Champignon und Weißer Anis-Champignon sehr leicht möglich und dann fatal. Das beste Unterscheidungsmerkmal sind die Lamellen; bei Champignons sind sie höchstens sehr jung cremeweiß, meist jedoch jung zumindest cremerosa oder graurosa, später deutlicher rosa und schließlich schokoladenbraun, beim Frühlings-Knollenblätterpilz (und anderen Vertreter der Sektion Amanita sect. Phalloideae) auch im Alter weiß bis cremeweiß. Um eine Verwechslung mit Sicherheit auszuschließen, sollten keine jungen Exemplare der Champignons gesammelt werden, an denen die Lamellen noch relativ hell beziehungsweise fast weiß sind.
Ein weiteres sicheres Merkmal, das den Frühlings-Knollenblätterpilz von essbaren Arten unterscheidet, ist der Stiel, der an der Stielbasis eine deutlich ausgeprägte, lappige Scheide zeigt, die bei Champignons wenn, dann nur sehr dünnhäutig und mit dem Stiel verklebt vorkommt. Es sollte daher immer der komplette Pilzkörper geerntet werden, damit die Hülle nicht übersehen wird.

## Ökologie, Phänologie und Verbreitung
Der Frühlings-Knollenblätterpilz ist eine wärmeliebende Art, die vor allem im Mittelmeerraum verbreitet ist und in Laubwäldern, vor allem bei Eichen vorkommt. Es handelt sich um eine Ektomykorrhizen bildende Art, wie alle Vertreter der Gattung der Wulstlinge im engen Sinn. Aufgrund früherer, unterschiedlicher Artauffassung ist das genaue Verbreitungsgebiet noch unklar, insbesondere in Bezug auf die Nordgrenze der Verbreitung in Europa. Vorkommen in Nordamerika sind noch nicht eindeutig belegt.

## Inhaltsstoffe
Der Pilz enthält Gifte aus der Klasse der Amatoxine, davon hauptsächlich alpha-Amanitin.
Diese machen die Art zu einer lebensgefährlich giftigen Art und führen zum Tod durch Leberversagen.
Daneben enthält der Pilz noch weitere Gifte wie Phallotoxine, die nicht für die tödliche Giftwirkung verantwortlich sind.